# Ioan al IV-lea al Constantinopolului
Ioan al IV-lea (n. secolul al VI-lea d.Hr., Constantinopol, Imperiul Roman de Răsărit – d. 2 septembrie 595 d.Hr., Constantinopol, Imperiul Roman de Răsărit), cunoscut și sub numele de Ioan Postitorul (în greacă Ιωάννης Νηστευτής, transliterat: Ioannis Nisteutis), a fost al 33-lea episcop sau patriarh al Constantinopolului (11 aprilie 582 – 2 septembrie 595). A trăit în vremea împăraților bizantini Iustin al II-lea (565-578), Tiberiu al II-lea (578-582) și Mauriciu (582-602) și a fost primul care a purtat titlul de patriarh ecumenic. A fost canonizat de Biserica Ortodoxă, fiind prăznuit ca sfânt în ziua de 2 septembrie.

## Biografie
Ioan (supranumit Jejunator, uneori și Cappadox) s-a născut la Constantinopol în familia unui meșteșugar și a lucrat mai întâi ca meșter aurar. S-a călugărit la îndemnul patriarhului Eutihie I (552-565, 577-582) și a fost hirotonit diacon. În timpul păstoririi patriarhului Ioan al III-lea „Scolasticul” (565–577) a fost diacon la biserica Hagia Sofia, iar apoi a devenit sakellarios (un funcționar care îndeplinea atribuțiile de vicar patriarhal pentru mănăstiri). A fost cunoscut pentru viața sa ascetică și era numit „Postitorul”. În perioada păstoririi patriarhului Eutihie I (577–582) a devenit o persoană importantă în rândul clerului orașului. La moartea lui Eutihie a fost numit patriarh al Constantinopolului de către împăratul Tiberiu al II-lea (578–582).
După înscăunarea sa ca patriarh, Ioan și-a continuat viața pustnicească, trăind în post și rugăciune. Se spune că nu mânca nimic în primele șase zile ale săptămânii și că doar duminica gusta verdețuri și fructe și că dormea foarte puțin în timpul nopții. Mărturiile contemporane menționează că, prin rugăciunile sale, ar fi săvârșit mai multe minuni precum alungarea demonilor sau stăvilirea unei epidemii de ciumă. Potrivit unei alte relatări, în ajunul Sărbătorii Rusaliilor a fost programat pe hipodrom un spectacol de cai. Patriarhul Ioan a considerat că participarea credincioșilor săi la acest eveniment este inacceptabilă. Prin rugăciunea intensă a patriarhului s-a stârnit o furtună cumplită cu ploaie și grindină, astfel încât toată lumea s-a împrăștiat de frică și a ajuns să-și dea seama că o astfel de distracție este nepotrivită în ajunul unei sărbători atât de importante.
În timpul domniei următorului împărat, Mauriciu (582–602), patriarhul Ioan a continuat să fie un curtean favorit. A avut întotdeauna o mare reputație prin asceza sa și prin activitățile caritabile pentru cei săraci. În 587 sau 588 i-a convocat pe episcopii din Orient în numele „patriarhului ecumenic” pentru a examina anumite acuzații aduse împotriva lui Grigorie, patriarhul Antiohiei, deși istoricul Adrian Fortescue se întreabă cu ce autoritate a făcut acea solicitare. Ioan a fost patriarhul Constantinopolului între anii 582 – 595 și a fost primul care a folosit titlul de „patriarh ecumenic”.
Patriarhul Grigorie a fost achitat și s-a întors în scaunul său episcopal. Un raport cu privire la acest sinod a fost trimis la Roma, iar papa Pelagius al II-lea (579-590) a anulat solemn actele emise în cadrul sinodului și a protestat împotriva folosirii titlului de „patriarh ecumenic” pe motiv că acesta fusese oferit pontifilor romani la Sinodul de la Calcedon, dar papa Leon I îl refuzase. În 590 papa Pelagius al II-lea a murit și i-a succedat Grigore I, care a fost inițial în relații bune cu Ioan al IV-lea, pe care îl cunoștea din vremea când fusese reprezentant papal la Constantinopol.
În anul 593 papa Grigore I l-a mustrat sever pe patriarhul Ioan pentru că a permis ca un preot isaurian pe nume Anastasius, care fusese acuzat de erezie, să fie bătut cu funii în biserica din Constantinopol. În 595 s-a iscat din nou o controversă cu privire la titlul de patriarh ecumenic, iar papa Grigore i-a scris reprezentantului său, Sabinianus, interzicându-i să discute cu Ioan. În cazul unui preot pe nume Athanasius, acuzat că era într-o oarecare măsură maniheist și condamnat ca atare, Grigore a încercat să arate că acuzatorul era el însuși un pelagian și că, prin nepăsarea, ignoranța sau vina lui Ioan al IV-lea, Sinodul Nestorian din Efes fusese, de fapt, confundat cu Sinodul Ecumenic de la Efes.
Patriarhul Ioan a murit în anul 595 și a fost canonizat mai târziu de Biserica Ortodoxă.

## Lucrări
Isidor din Sevilla (de Script. Eccl. 26) îi atribuie doar o scrisoare cu privire la botez adresată Sfântului Leandru, scrisoare care nu s-a păstrat. Ioan, spune el, „nu propune nimic al său, ci doar repetă opiniile vechilor Părinți cu privire la întreita afundare”.
Există, totuși, câteva lucrări atribuite lui Ioan al IV-lea care au mai fost păstrate și sunt editate în Patrologia Graeca (vol. 88):
- Penitențialul său, Libellus Poenitentialis sau, așa cum este descris în Cartea a III-a a lucrării lui Leo Allatius, de Consensu Utriusque Ecclesiae (Roma, 1655, quarto), Praxis Graecis Praescripta in Confessione Peragenda .
- Instructio, qua non modo confitens de confessione pie et integre edenda instituitur, sed etiam sacerdos, qua ratione confessiones excipiat, poenitentiam imponat et reconciliationem praestet informatur .
- O omilie despre pocăință, abstinență și feciorie. Ea este adesea tipărită printre omiliile Sfântului Ioan Gură de Aur, dar cercetătorii au ajuns să fie de acord că nu a fost scrisă de Ioan Gură de Aur. Montfaucon, Vossius și Pearson au considerat că este a patriarhului Ioan Postitorul, în timp ce Morel și Savile au inclus-o printre lucrările lui Ioan Gură de Aur.
- O omilie despre profeții mincinoși și doctrina falsă. Ea este atribuită ocazional lui Ioan Gură de Aur, de Peter Wastel lui Ioan din Ierusalim, dar de Vossius, Petavius și Cave lui Ioan Postitorul.
- Un set de Precepte către un călugăr, într-un manuscris aflat la Biblioteca din Paris.

Ortodocșii din Evul Mediu au atribuit întotdeauna primele două lucrări patriarhului Ioan Postitorul.

## Canoanele lui Ioan Postitorul
O secțiune importantă a dreptului canonic ortodox îi este atribuită lui Ioan al IV-lea, adică așa-numitele Canoane ale lui Ioan Postitorul și Kanonikonul anexat acestora. Ele pot fi găsite atât în versiunile grecești, cât și în cele slavone ale dreptului canonic, în special în colecția lui Theodor Balsamon și în Pidalionul lui Nicodim Aghioritul. Bizantinistul german Georg Beck a analizat canoanele și a concluzionat că au fost scrise probabil parțial de adepții lui Vasile cel Mare și parțial de Ioan Gură de Aur, în timp ce Kanonikonul datează din secolul al X-lea. Aceste scrieri sunt interesante, deoarece conțin reflecții detaliate asupra moralei sexuale, așa cum a fost susținută în general anterior publicării scrierilor lui Toma de Aquino, de exemplu că sodomia (arsenokoitia) nu a fost gândită în primul rând ca un act sexual între persoane de același sex, ci ca un act sexual anal. Sodomia între soț și soție era pedepsită mai sever decât sodomia între bărbați necăsătoriți (opt ani de excludere de la împărtășanie în cazul primeia spre deosebire de doar patru în cazul celei de-a doua). Masturbarea reciprocă, indiferent dacă era săvârșită de persoane de același sex sau nu, era pedepsită cu excluderea de la împărtășanie pentru o perioadă de 80 de zile. Ea arată că: a) nu numai relațiile sexule extraconjugale sunt considerate păcătoase, ci și anumite practici sexuale în cadrul căsătoriei și b) că aspectul homosexual al sodomiei este mai degrabă atenuant decât agravant în comparație cu sodomia conjugală. Acest lucru se datorează faptului că săvârșirea sodomiei în cadrul căsătoriei a fost considerată nu doar o degradare a relațiilor sexuale, ci și a căsătoriei; în timp ce o sodomia în afara căsătoriei avea doar prima problemă, dar nu și a doua.